# Habet hlawa
Habet hlawa, habbet hlawa o habbat hlaoua o habet ahlaoi (حبة حلاوة 'semilla dulce') es el nombre dado en el árabe magrebí al anís verde (Pimpinella anisum), y también puede hacer referencia a una bebida tradicional de Argelia, que se elabora a base de infusionar semillas de anís en agua y azúcar. Esta bebida es conocida como sirop à l’anis (en francés, 'sirope de anís') y se consume sobre todo en época estival.
El habat hlawa también es un ingrediente típico de la repostería magrebí, donde se usa para aromatizar las shebaquías o el sfuf.